# Raunchy (brano musicale)
Raunchy è un brano strumentale scritto da Bill Justis Jr. e Sid Manker, lanciato da Bill Justis and His Orchestra e pubblicato nel novembre 1957 sul singolo Raunchy/The Midnite Man dalla Phillips International (3519): negli Stati Uniti ottenne un successo di proporzioni straordinarie, primo nelle classifiche rhythm 'n' blues e 2° in quelle pop. Inciso a Memphis, vedeva Justis al sax e Manker alla chitarra solista. Nato William E. Justis Jr. nel 1926, Justis fu direttore musicale dell'etichetta Sun Records negli anni '50; Justis morì nel 1982. Il brano venne incluso nella The Grammy Hall of Fame (riconoscimento nel 1998).
Sempre nel 1957 il brano venne interpretato da Ernie Freeman: la sua versione eguagliò il primato di Justis nelle charts rhythm 'n' blues, ma in quelle pop non andò oltre il quarto posto. Nello stesso anno venne ripreso da Billy Vaughan and His Orchestra (su London Records), ma la sua versione si fermò al 10º posto nelle classifiche pop.
"Raunchy" fu anche il brano che George Harrison eseguì come provino per essere reclutato nei "Quarry Men", nucleo originario dei futuri "Beatles", che utilizzarono il brano dal vivo sino al 1960. Il documentario "Anthology" (1993) mostra Harrison che improvvisa il brano assieme a Paul McCartney e Ringo Starr.

## Altre versioni
- Bill Smith Combo (1960, singolo su etichetta Chess Records #1780; il lato B era "Loco")
- Bill Black
- Al Caiola
- Eddie Dixon
- Duane Eddy (1965, dall'album "Twangin' the Golden Hits", RCA Records)
- Billy Strange
- Suzuki Shigeru & Dr. K Project (dal vivo nel 1997)
- Tom and Jerry
- The Ventures
- Alex Chilton (dall'album "High Priest", New Rose/Big Time, 1987; Razor & Tie, 1994)